# Szeszlér Sándor
Szeszlér Sándor, Sessler (Pest, 1866. június 11. – Budapest, 1915. március 23.) műépítész, törvényszéki szakértő, hadnagy.

## Életrajza
Szeszlér (Sessler) Henrik és Frankl Ernesztina fia. A charlottenburgi műegyetemen (ma: Berlini Műszaki Egyetem) töltött évei után, Hauszmann Alajos építészeti irodájába került, s ez időben a Légrády testvérek bérpalotájának és a New-York biztosító társaság palotájának tervezői és művezetői munkálataiban vett részt. Önálló építészeti minőségében sok kiállítási épület szerepel. Az 1896-os millenniumi kiállítás számára tervezett néhány pavilont, majd 1900-ban a párizsi világkiállítás magyar osztályában működött. 1902-ben a pozsonyi mezőgazdasági kiállítás összes építészeti teendőit végezte el és a budapesti iparcsarnokban rendezett sütőipari kiállítás (1907) építészeti és iparművészeti részeit tervezte és vezette is az építkezést. Építészeti körökben igen tevékeny és érdemes embernek ismerték.
Elhunyt 1915. március 23-án délután 3 órakor agyhártyagyulladásban. Sírja a Farkasréti temetőben található (38-1-25/26). Neje Witzig Gertrúd volt, aki 43 évvel élte túl férjét.

## Nevezetesebb épületei
- 1896: milleniumi kiállítás néhány pavilonja, Budapest[11]
- 1902: mezőgazdasági kiállítás építészeti része, Pozsony[11]
- 1907: sütipari kiállítás építészeti és iparművészeti része, Budapest, Iparcsarnok[11]
- A Győri út 14. sz. alatti saját háza[10]
- Gróf Forgács Sándorné palotája, Alsókemence[9][10]
- Báró Harkányi János uradalmának gazdasági és hivatalnoki épületei[10]
- Uray-féle családi ház, Szatmár[9][10]
- Dunkel gyárigazgató háza, Miskolc[10]
- Suher penziót és szanatórium, Hűvösvölgy[10]

Ezeken kívül még egyéb villaépítkezéseket is végzett a főváros környékén.